# Acido chaulmoogrico
L'acido chaulmogrico  è un acido grasso composto da 18 atomi di carbonio di cui 5 formano un anello ciclopentilenico nel terminale opposto al gruppo carbossilico. 
Fu isolato per la prima volta nel 1904 da Federico B. Power e Frank H. Gornall. Il nome comune dell'acido deriva dall'olio dei semi delle piante del sud-est asiatico da cui è stato isolato, l'olio di Chaulmoogra, che viene utilizzato dalla medicina tradizionale asiatica come rimedio contro lebbra e sarcoidosi.
L'acido si trova, anche in concentrazioni rilevanti, negli oli di semi di varie specie della famiglia delle Achariaceae e Salicaceae:  Oncoba echinata e Caloncoba welwitschii (≈75%) , Hydnocarpus anthelminticus (≈70%),  Hydnocarpus heterophylla (≈38%), Hydnocarpus wightiana dal 27% al 38%; e altri in percentuali più basse.
L'acido chaulmogrico eserciterebbe una spiccata azione antibatterica, in particolare verso i mycobacteria.
L'acido chaulmoogrico come altri acidi grassi ciclopentilenici, in natura,verrebbe sintetizzato tramite elongazione dell'acido aleprolico, biosintetizzato dalla ciclopentenilglicina.
A temperatura ambiente è un solido il cui punto di fusione è 68,5 °C.  L'isomero naturale o stereoisomero è destrorotatorio ( + 62,1°)mentre l'acido chaulmogrico di sintesi è un racemo.